# 番町

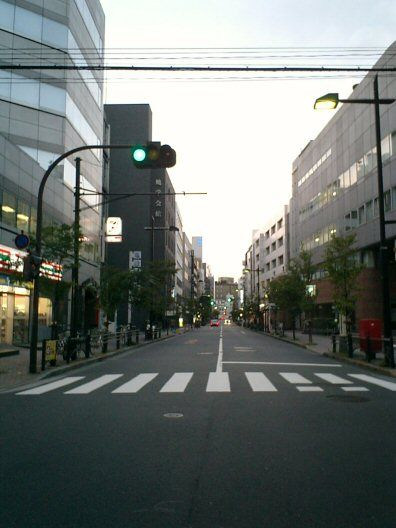
二番町の日本テレビ通り

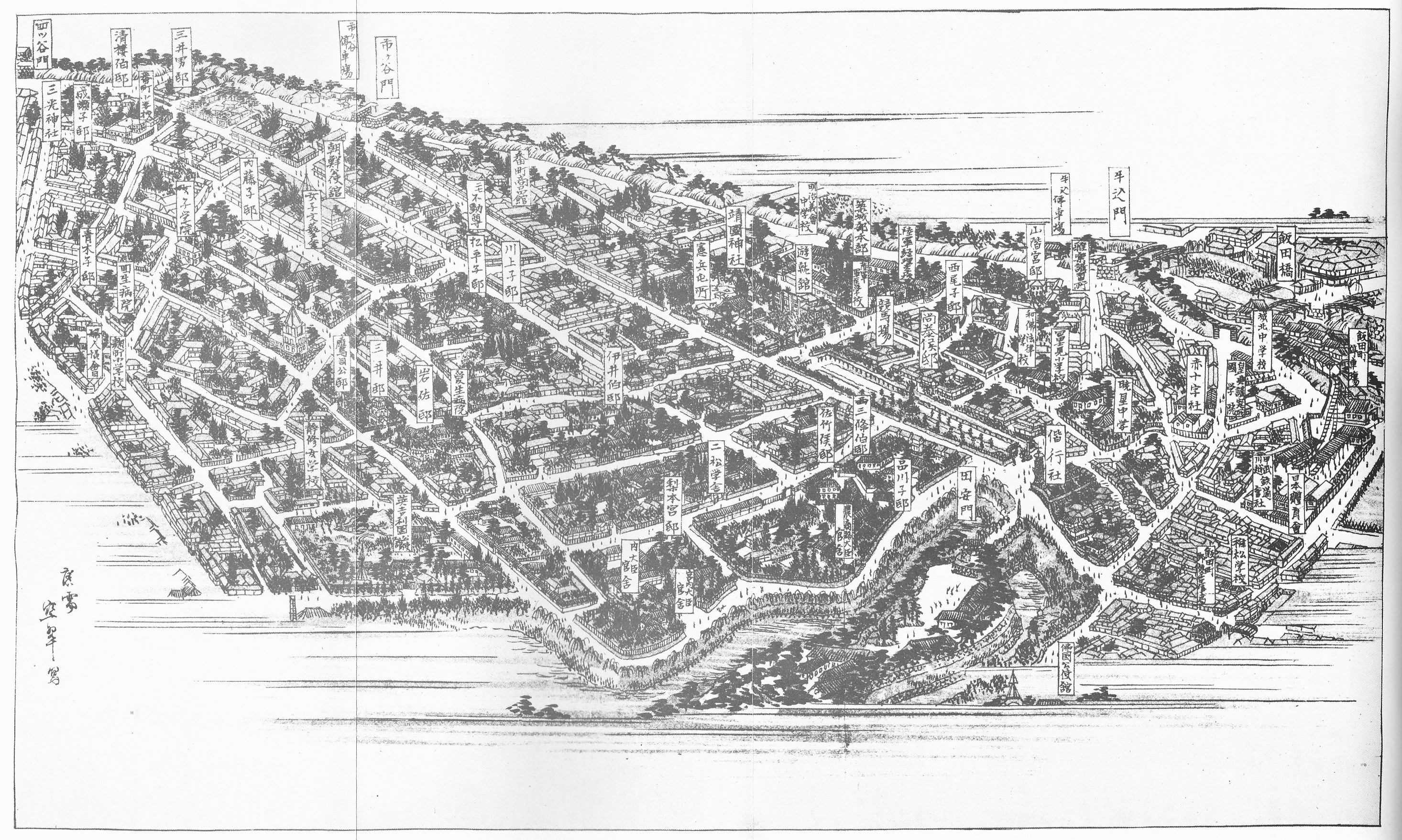
番町総図（『風俗画報』177号「東京名所図会・麹町区之部中」挿図、1898年）

番町（ばんちょう、英語: Bancho）は、東京都千代田区西部に位置する一番町から六番町までを指す6つの町丁の総称。すべて「丁目」の設定のない単独町名である。

## 概要
皇居より西に位置する領域。南の新宿通り、北の靖国通りに挟まれ、東端は半蔵濠から牛込見附、西端はJR中央線快速と中央・総武緩行線が走る旧江戸城の外濠（跡）である。明治初期に四番町の大半が富士見町として独立し、昭和初期の街区改正によって九段（南北三・四丁目）が設定されて番町地域から分立した。
山の手の代表的な住宅地の一つであり、靖国通り・二七通りおよび麹町通り以外には商店街はほとんど存在せず、都心部における高級住宅街の代表格であった。地域内には歴史ある名門学校が多い文教地区でもある。現在は大邸宅はほとんど影をひそめ、広い敷地を利用したマンションとオフィス中心のビル街となっている。二番町には大手流通グループの セブン&アイホールディングスとその子会社（セブン-イレブン・ジャパン、イトーヨーカ堂など）の本社が位置している。千代田区により60mの高さ制限が設けられているため超高層ビルは存在しない。

### 歴史
江戸時代の旗本のうち、将軍を直接警護するものを大番組と呼び、大番組の住所があったことから番町と呼ばれた。大番組は設立当初、一番組から六番組まであり、これが現在も名目だけ一番町から六番町に引き継がれている。しかし江戸時代の大番組の組番号と、現在の町目の区画は一致しない。江戸時代の番町の区画は、通りに面して向かい合う二連一対の旗本屋敷の列を基準に設定されたものだからである。
概念的に説明すると、江戸城の内堀に面する縦軸の番町として、千鳥ヶ淵に沿った南北に走る道（現青葉通り）を基準に一／二番町（新道一／二番町）が置かれた。次に江戸開府以前からの古道である、東西に走る麹町通り（新宿通り）を横軸にし、それに平行する道路を基準に、麹町通り側から北上して、裏／表二番町、裏／表六番町（表六番町は現在の二七通り沿い）、三番町（現在の靖国通り沿い）、表／裏四番町（靖国神社境内の北半分から富士見町一帯）と配置されていた。
五番町だけは新道一番町の南側に続く半蔵壕に面した地区（現英国大使館とその裏側）とされ面積も狭い。西に連なる麹町通りの北側は、千鳥ヶ淵に連続する水面を埋め立てた谷間の低地（麹町谷町）を中心にして元園町とされているが、江戸切絵図（尾張屋版「番町大絵図」など）によれば、さらに西側の四谷見附寄り（現在の千代田区二番町と麹町四丁目の境界付近）まで五番町と表示されているところから、本来の五番町は、麹町通りの町人地の北側に沿って細長く設定されていたものと考えられる。
また直線状の区画から外れた堀端の三角地帯を、土手三番町（現五番町）や土手四番町（現富士見二丁目一帯）、堀端一番町（現千鳥ヶ淵戦没者墓苑一帯）などと呼んで、番町の独立した一街区とした。
近代以降、番町の区画は何度か改編されている。1873年には旧四番町と三番町の一部を割いて「富士見町」が新設され、旧四番町は大きく面積を減らした。最も大きな改編は、関東大震災後の復興計画によるもので、1933年には拡張新設された靖国通りに沿って九段の町名が設定され、旧三番町・旧四番町および富士見町（旧四番町）の一部が分割された。1938年には、全く別の場所に新たに一番町・四番町・五番町が設定されるなど、番町の数字順は大きく入れ替わっている。
このため近代の文学作品や記録を考証するときには注意が必要である。例えば、現在の四番町は、もと中六番町であり、明治～大正時代の四番町は九段北四丁目・三丁目の一部（三輪田学園中学校・高等学校周辺）であった。また現在の五番町は市ケ谷駅前にあるが、昔の五番町は英国大使館周辺であった（新旧対照図参照）。
塀をめぐらし、樹木が鬱蒼とした中に、人気のない古い旗本屋敷が連なる地域であったことから、「番町皿屋敷」や「吉田御殿」「番町七不思議」などの怪談が生まれた。表札もなく、同じような造りの旗本屋敷ばかりが密集しており、住民でさえ地理を認識することが困難であったため「番町の番町知らず」という諺が流布した。
ましてや外来者には番町の特定の屋敷を訪ね当てることが容易ではなかったので、幕末になると四谷見附付近にあった荒物屋の近江屋（近吾堂）や、現麹町四丁目南側にあった絵草紙商の尾張屋（金鱗堂）などが切絵図を出版して好評を博した。旗本屋敷の主が頻繁に入れ替わるため、切絵図は頻繁に改版されているが、風景として面白いところではなかったため、番町を描いた浮世絵などの絵画作品はほとんど残っていない。
番町のほぼ全域が日枝神社の氏子区域にあたる（現在の九段南北二丁目・富士見は築土神社の氏子区域）。

## 町名
- 一番町
- 二番町
- 三番町
- 四番町
- 五番町
- 六番町

### 旧・三番町・四番町
- 九段北二丁目〜四丁目
- 九段南二丁目〜四丁目
- 富士見（旧：富士見町）